# Сражение при Лукофао
Сражение при Лукофао (также сражение при Лаффо или сражение при Буа-дю-Фе) — состоявшееся в 680 году возле местечка Лукофао сражение, в котором войско майордома Нейстрии и Бургундии Эброина нанесло поражение войску майордома Австразии Пипина Геристальского и герцога Мартина; событие гражданской войны во Франкском государстве 680—687 годов.
Основными историческими источниками о сражении при Лукофао являются франкские анналы: «Книга истории франков» и хроника Продолжателей Фредегара. В написанной с пронейстрийских позиций «Книге истории франков» сражению при Лукофао уделяется значительно больше внимания, чем битве при Тертри, победу в которой одержали австразийцы. В то же время в созданных при покровительстве Каролингов «Ранних Мецских анналах» победа нейстрийцев при Лукофао вообще не упоминается. В более поздних средневековых источниках (например, в «Истории франков» Аймоина из Флёри и «Хрониконе» Адемара Шабанского), в основном, повторяются сведения из «Книги истории франков» и хроники Продолжателей Фредегара.
После смерти в 511 году короля Хлодвига I единое Франкское государство разделилось на несколько частей, из которых наиболее крупными были Австразия, Нейстрия и Бургундия. В течение следующих полутора веков эти франкские королевства неоднократно объединялись под властью различных правителей. Одно из таких объединений было осуществлено в 673—675 годах королём Хильдериком II и его майордомом Вульфоальдом. Однако после убийства Хильдерика II единое государство снова разделилось на Австразийское и Нейстрийско-Бургундское королевства. Наиболее сильным из этих частей было объединённое королевство Нейстрии и Бургундии. Фактическая власть в обоих королевствах принадлежала уже не франкским монархам из династии Меровингов, а майордомам, управлявшим государствами от имени «ленивых королей».
Начавшаяся во второй половине 670-х годов борьба за гегемонию во всём Франкском королевстве вскоре привела к военному конфликту между австразийцами с одной стороны и нейстрийцами и бургундцами с другой. По свидетельству хроники Продолжателей Фредегара, инициаторами войны были управлявшие австразийцами майордом Пипин Геристальский и герцог (лат. dux) Мартин. В 680 году возглавляемое ими большое войско австразийцев, состоявшее, в основном, из ополченцев, вторглось во владения короля Теодориха III и его майордома Эброина. Дошедшая до Арденн австразийская армия встретилась с нейстрийским войском вблизи Лукофао (лат. Lucofao; дословный перевод — «буковая роща»). Это место находилось где-то между Ланом и Суасоном: в качестве возможных называются селения Лаффо и Буа-дю-Фе. Состоявшееся здесь сражение стало наиболее крупным военным столкновением между франками со времён междоусобной войны 610—613 годов. Битва была очень ожесточённой и кровопролитной: на поле брани пала бо́льшая часть воинов как с одной, так и с другой стороны. В итоге же победу одержала нейстрийско-бургундская армия Эброина.
Пипин Геристальский бежал в Намюр, а Мартин с немногими приближёнными укрылся в хорошо укреплённом Лане. Преследуя отступавших австразийцев, войско Эброина разорило многие лежавшие на его пути селения, а затем осадило Лан. Обманом Эброину удалось выманить Мартина из города, после чего тот был убит людьми из свиты майордома. Затем Эброин начал подготовку к походу в Австразию, но вскоре (весной 680 или 681 года) сам был убит одним из своих врагов. Его преемники в должности майордома Нейстрии и Бургундии не обладали такими же политическими и военными талантами, как их предшественник. Это позволило Пипину Геристальскому сначала укрепить своё положение в Австразии, а затем и возобновить борьбу за обладание должностью майордома всего Франкского государства. Война между австразийцами и нейстрийцами завершилась в 687 году после победы, одержанной Пипином Геристальским в битве при Тертри.

## Комментарии
1. ↑  Значительная часть историков считает Пипина Геристальского и Мартина сыновьями Анзегизеля и Бегги Анденской[6][11][12]. Однако ряд авторов не только скептически относится к утверждениям о том, что Пипин Геристальский и Мартин были братьями, но и вообще ставит под сомнение возможность их родства[13][14].
2. ↑  В средневековых исторических источниках дата сражения при Лукофао не упоминается: сообщается только, что битва произошла «после смерти Вульфоальда и исчезновения королей»[2][15][16]. Большинство современных историков датирует сражение 680 годом[6][11][12][13][17][18][19]. Однако существует также мнение, относящее битву к 679 году[14][20][21].